# Matteo Babini
Matteo Antonio Babini, parfois orthographié Babbini, né le 19 février 1754 à Bologne et mort le 22 septembre 1816 dans la même ville, est un ténor italien du XVIIIe siècle.

## Biographie
Matteo Babini est né 19 février 1754 à Bologne en Italie. Il est grand, blond et mince. Après des études dans sa ville natale auprès d'Arcangelo Cortoni, il débute sur scène à l'âge de 16 ans, probablement lors de la première représentation de l'opéra Demetrio de Giovanni Paisiello, à Modène.
Après avoir joué pour de divers théâtres italiens, tels que le Théâtre San Benedetto de Venise, Babini est engagé à la Cour de Berlin. A la suite du compositeur Paisiello, il est appelé à celle de Saint-Pétersbourg. Il y reste de 1777 à 1781. En Russie, ses interprétations des oeuvres du compositeur italien Paisiello sont très appréciés.
Selon le Grove Dictionary of Opera, il se produit ensuite à travers pratiquement toute l'Europe, de Lisbonne à Madrid en passant par Vienne et Londres, où il participe à la première de Giulio Sabino de Cherubini en 1786. Ses voyages répétés à Paris, en 1787/1789 puis en 1792, sont particulièrement importants pour le développement de son style lyrique.
Arrivé à Venise, sa carrière se poursuit avec grand succès tout au long des années 1790. Il participe notamment à la première de la pièce Gli Oriazi ei Curiazi de Domenico Cimarosa, créant le rôle de l'antagoniste, Marco Orazio.
En 1803, Matteo Babini quitte officiellement la scène. Cependant, il est de temps en temps appelé à interpréter des rôles importants lors de premières d'oeuvres écrits par des compositeurs tels que Niccolò Zingarelli et Ferdinando Bertoni. De retour à Bologne, le ténor consacre le reste de sa vie à l'enseignement. Parmi ses élèves on peut trouver le jeune Gioachino Rossini, qui se destinait alors à une carrière de chanteur. Babini ne manque pas de prodiguer ses conseils au jeune artiste lors de la composition de son premier opéra, Demetrio e Polibio.
Matteo Babini décède le 22 septembre 1816 à Bologne.

## Caractéristiques artistiques
Dans la dernière partie du XVIIIe siècle, le chanteur Matteo Babini représente un élément clé dans la récupération du caractère expressif du chant lyrique qui s'était en partie perdu parmi les acrobaties vocales des castrats et les notes aiguës des sopranos. Ténor baryton à la tessiture très limitée et à l'aise essentiellement dans une seule octave, Babini est peu habile en colorature (même si, dans l'opéra Horace, l'air le plus virtuose est le sien). Il contribue au développant du rôle de chanteur - acteur, en se distinguant par le style déclamatoire de ses récitatifs, par la vérité qu'il savait insuffler à son jeu et par le charme qu'il parvenait ainsi à exercer sur les spectateurs. Selon Giovanni Morelli,
Babbini a certainement trouvé l'impulsion pour la recherche de la vérité dramatique lors de ses séjours à Paris. En effet, on constate qu'après ces années, le répertoire du ténor se détourne des drames métastasiens pour aller vers des sujets historiques aux influences contemporaines (républicaines romaines), ainsi que vers la cantate monodramatique rousseauiste (qu'il porte avec un énorme succès dans les grands théâtres italiens). En tant qu'interprète avant-gardiste, Babini travaille dur pour rechercher "les coutumes du peuple et les histoires des héros". Lors de la première vénitienne d'Oriazi de Cimarosa, il se produit sur scène en adoptant des costumes historiques, "dont le public était si satisfait que dans les années suivantes les théâtres ont adopté un standard invariable".
Grâce à sa recherche d'expressivité à travers la vérité interprétative, Babini rejoint ses contemporains: Crescentini, Grassini, Banti et Pacchiarotti, mais aussi Giacomo David, avec qui Babini alterne dans l'exécution des mêmes parties. Ils effectuent tous deux un restylage du chant lyrique et jettent les bases de la renaissance rossinienne de manière symbolique.

## Rôles créés
| Rôle                     | Titre de l'Opéra                                                                          | genre musical                              | Auteur                      | Théâtre                                                             | date de la première |
| ------------------------ | ----------------------------------------------------------------------------------------- | ------------------------------------------ | --------------------------- | ------------------------------------------------------------------- | ------------------- |
| Mitrane                  | Demetrio (première version)                                                               | opera seria                                | Giovanni Paisiello          | Teatro di corte di Modena                                           | carnevale 1771      |
| Giocondo                 | L'astratto                                                                                | dramma giocoso                             | Niccolò Piccinni            | Teatro Formagliari di Bologna                                       | autunno 1772        |
| Anassandro               | Merope                                                                                    | dramma per musica (opera seria)            | Giacomo Insanguine          | Teatro (Grimani) San Benedetto di Venezia                           | 26 dicembre 1772    |
| Osmino                   | Solimano                                                                                  | dramma per musica                          | Johann Gottlieb Naumann     | Teatro (Grimani) San Benedetto di Venezia                           | 3 gennaio 1773      |
| Clearco                  | Antigono                                                                                  | dramma per musica (opera seria)            | Pasquale Anfossi            | Teatro (Gallo) San Benedetto di Venezia                             | 23 maggio 1773      |
| Tempo                    | Achille in Sciro                                                                          | dramma per musica                          | Giovanni Paisiello          | Hoftheater del Palazzo Imperiale di Oranienbaum a San Pietroburgo   | 6 febbraio 1778     |
| Valerio                  | Lo sposo burlato                                                                          | dramma giocoso-pasticcio                   | Giovanni Paisiello          | Hoftheater del Palazzo Imperiale di Peterhof presso San Pietroburgo | 24 luglio 1778      |
| Fenicio                  | Demetrio (seconda versione)                                                               | dramma per musica                          | Giovanni Paisiello          | Hoftheater del palazzo imperiale di Tsarskoye Selo                  | 13/24 June 1779     |
| Gelino                   | La finta amante                                                                           | opera buffa                                | Giovanni Paisiello          | Teatro di Mogilëv                                                   | 5 giugno 1780       |
| Fronimo                  | Alcide al bivio                                                                           | dramma per musica                          | Giovanni Paisiello          | Teatro di corte nel Palazzo d'Inverno di San Pietroburgo            | 6 dicembre 1780     |
| Artabano                 | Artaserse                                                                                 | dramma per musica (opera seria)            | Giacomo Rust                | Teatro Civico di Perugia (inaugurazione)                            | 1781                |
| Sarabes                  | Zemira                                                                                    | dramma per musica                          | Pasquale Anfossi            | Teatro (Gallo) San Benedetto di Venezia                             | 26 dicembre 1781    |
| Scitalce o Sardanapalo   | Arbace                                                                                    | dramma per musica (opera seria)            | Giovanni Battista Borghi    | Teatro (Gallo) San Benedetto di Venezia                             | 3 gennaio 1782      |
| Zoaspe                   | Aspardi, principe di Battriano                                                            | dramma per musica                          | Francesco Bianchi           | Teatro delle Dame di Roma                                           | carnevale 1784      |
| Ormondo                  | Il disertore francese                                                                     | dramma per musica (opera seria)            | Francesco Bianchi           | Teatro (Gallo) San Benedetto di Venezia                             | 26 dicembre 1784    |
| Alessandro Magno         | Alessandro nell'Indie                                                                     | dramma per musica (opera seria)            | Francesco Bianchi           | Teatro (Gallo) San Benedetto di Venezia                             | 28 gennaio 1785     |
| Sabino                   | Giulio Sabino                                                                             | dramma per musica (opera seria)            | Luigi Cherubini             | King's Theatre di Londra                                            | 30 marzo 1786       |
| Porsenna                 | Il trionfo di Clelia                                                                      | dramma per musica                          | Angelo Tarchi               | Nuovo Teatro Regio di Torino                                        | 26 dicembre 1786    |
| Volodimiro               | Volodimiro                                                                                | dramma per musica                          | Domenico Cimarosa           | Nuovo Teatro Regio di Torino                                        | 20 gennaio 1787     |
| Artabano                 | Artaserse                                                                                 | dramma per musica (opera seria)            | Francesco Bianchi           | Teatro Nuovo e della Nobiltà di Padova                              | 11 giugno 1787      |
| Ataliba                  | Pizzarro                                                                                  | dramma per musica (opera seria)            | Francesco Bianchi           | Teatro dell'Accademia degli Erranti di Brescia                      | estate 1787         |
| Bruto                    | La morte di Giulio Cesare                                                                 | dramma serio per musica                    | Francesco Bianchi           | Teatro (Grimani) San Samuele di Venezia                             | 27 dicembre 1788    |
| Amasi                    | Nitteti                                                                                   | dramma per musica (opera seria)            | Ferdinando Bertoni          | Teatro (Grimani) San Samuele di Venezia                             | 6 febbraio 1789     |
| Riccardo Talbot          | Giovanna d'Arco ossia La Pulcella d'Orléans                                               | dramma serio per musica                    | Gaetano Andreozzi           | Teatro Nuovo di Vicenza                                             | 27 giugno 1789      |
| Giasone                  | Gli Argonauti in Colco ossia La conquista del vello d'oro                                 | dramma per musica                          | Giuseppe Gazzaniga          | Teatro (Grimani) San Samuele di Venezia                             | 26 dicembre 1789    |
| Pimmalione               | Pimmalione                                                                                | scena drammatica in musica                 | Giovanni Battista Cimador   | Teatro (Grimani) San Samuele di Venezia                             | 26 gennaio 1790     |
| Pirro                    | Andromaca                                                                                 | dramma per musica                          | Sebastiano Nasolini         | Teatro (Grimani) San Samuele di Venezia                             | Febbraio 1790       |
| Turno                    | Enea nel Lazio                                                                            | tragédie lyrique                           | Vincenzo Righini            | Königliches Opernhaus (Hopofer) di Berlino                          | 17 gennaio 1793,    |
| Alessandro               | Apelle                                                                                    | dramma serio per musica (première version) | Nicola Antonio Zingarelli   | Teatro alla Fenice di Venezia                                       | 18 novembre 1793    |
| Virginio                 | Virginia                                                                                  | tragedia per musica (opera seria)          | Felice Alessandri           | Teatro alla Fenice di Venezia                                       | 26 dicembre 1793    |
| Alcéo                    | Saffo o sia I riti d'Apollo Leucadio                                                      | dramma per musica                          | Giovanni Simone Mayr        | Teatro alla Fenice di Venezia                                       | 17 febbraio 1794    |
| Admeto                   | Admeto                                                                                    | dramma per musica                          | Pietro Alessandro Guglielmi | Teatro del Fondo della Separazione di Napoli                        | 26 dicembre 1794    |
| Ulisse                   | Penelope                                                                                  | dramma per musica                          | Domenico Cimarosa           | Teatro del Fondo della Separazione di Napoli                        | 26 dicembre 1794    |
| Marco Orazio             | Gli Orazi e i Curiazi                                                                     | tragedia per musica (première version)     | Domenico Cimarosa           | Teatro alla Fenice di Venezia                                       | 26 dicembre 1796    |
| Mentore                  | Telemaco nell'isola di Calipso                                                            | dramma per musica                          | Giovanni Simone Mayr        | Teatro Sant'Angelo di Venezia                                       | 16 gennaio 1797     |
| Mitridate                | La morte di Mitridate                                                                     | dramma per musica (opera seria)            | Nicola Antonio Zingarelli   | Teatro alla Fenice di Venezia                                       | 27 maggio 1797      |
| protagonista             | "Inno patriottico per la guardia civica" ("Inno patriottico per la Guardia repubblicana") | Inno                                       | Catterino Cavos             | Teatro alla Fenice di Venezia                                       | 14 settembre 1797   |
| Manlio                   | I Manlii                                                                                  | melodramma                                 | Giuseppe Nicolini           | Teatro alla Scala di Milano                                         | 26 dicembre 1801    |
| Adrasto                  | I misteri èleusini                                                                        | dramma per musica                          | Giovanni Simone Mayr        | Teatro alla Scala di Milano                                         | 6 gennaio 1802      |
| Edipo                    | Edipo a Colono                                                                            | tragedia per musica (opera seria)          | Nicola Antonio Zingarelli   | Teatro alla Fenice di Venezia                                       | 26 dicembre 1802    |
| Publio Scipione Africano | La caduta della nuova Cartagine                                                           | dramma per musica                          | Giuseppe Farinelli          | Teatro alla Fenice di Venezia                                       | 5 febbraio 1803     |
| Mercurio                 | Adria consolata                                                                           | festa teatrale (cantata drammatica)        | Ferdinando Bertoni          | Teatro alla Fenice di Venezia                                       | 12 febbraio 1803    |